# Тора, Суммия
Суммия Тора — афганская активистка за права женщин и беженцев, а также социальная предпринимательница. В ноябре 2023 года она была включена в список 100 женщин по версии Би-би-си.

## Ранняя жизнь и образование
У семьи Торы узбекское происхождение, в 1997 году они из-за усиления Талибана бежали из Афганистана в Пакистан, в Пешвар, где Тора пошла в школу. В 2014 году Тора через United World Colleges поступила в среднюю школу в Нью-Мексико в Соединённых Штатах. В марте 2014 года она сдавала вступительный экзамен в школу в Serena Hotels в Кабуле; на следующий день на него напали боевики Талибана. тора окончила среднюю школу в 2016 году и поступила в колледж Эрлхэм, который окончила в 2020 году, получив степень бакалавра по специальностям «Экономика и Мир» и «Глобальные исследования».
Тора в 2020 году стала первым афганским стипендиатом Родса. В 2021 году она получила степень магистра в области государственной политики в Школе государственного управления имени Блаватника Оксфордского университета, а в 2023 году — степень магистра наук в области международного права в области прав человека в Оксфордском университете.

## Активизм и предпринимательство
С юных лет Тора работала с беженцами и просителями убежища по всему миру. Она выступала за права афганских беженцев в Пакистане, Греции, Великобритании и Соединённых Штатах.
В 2019 году Тора стала соучредительницей инициативы Dosti Initiative по обучению девочек в Афганистане вопросам менструального здоровья и гигиены. В 2021 году Тора основала сеть Dosti Network для оказания гуманитарной помощи афганцам, находящимся под властью Талибана, и оказания им помощи в переезде за пределы страны, если они того пожелают. Dosti предлагает образовательные стипендии и поддержку для расширения прав и возможностей молодых афганцев в получении образования во время запрета Талибана на образование девочек и женщин. Тора также использовала свои связи, приобретённые через Dosti, чтобы помочь некоторым афганцам покинуть страну и поддержать афганских беженцев, живущих в Пакистане.
В сентябре 2021 года Тора написала статью об эвакуации из Афганистана для The Economist.

## Признание
В 2022 году Тора стала одной из 18 получателей стипендии Echoing Green, первой получившей эту стипендию афганкой. Она заявила, что направит средства на расширение сети Dosti.
В мае 2023 года Тора вошла в список Forbes «30 до 30 лет в Азии по социальному влиянию». В июне 2023 года Тора получила премию CEU Open Society Prize как одна из шести представительниц борьбы афганок за защиту прав женщин и девочек в Афганистане.
В ноябре 2023 года Тора вошла в список 100 женщин по версии Би-би-си.

## Личная жизнь
К 2021 году семья Торы жила в Афганистане. Незадолго до падения Кабула мать, братья и сёстры Торы бежали в Пакистан, но её отец и дядя остались в стране, не имея возможности уехать. Благодаря связям Торы в Оксфорде ей удалось посадить их на эвакуационный рейс из Кабула, который вылетел 24 августа 2021 года. Позже, в апреле 2023 года, её семья была переселена в Соединённые Штаты.